# Ginette Bellavance
Ginette Bellavance (* 30. Juni 1946 in Lévis/Québec) ist eine kanadische Komponistin, Sängerin und Schauspielerin.

## Leben und Wirken
Ginette Bellavance studierte Komposition bei Serge Garant an der Universität Montreal. Sie unterrichtete Elektroakustik und Bühnenmusik an der Université du Québec à Montréal und leitete von 1969 bis 1974 die Experimentalmusikgruppe YUL, für die sie auch komponierte. Anfang der 1970er Jahre komponierte sie eine Reihe von Bühnenmusiken für Aufführungen am Théâtre populaire du Québec, dem Théâtre du Nouveau Monde und bei der Nouvelle compagnie théâtrale.
Von 1974 bis 1988 arbeitete sie an verschiedenen Rundfunk- und Fernsehproduktionen der CBC mit und komponierte die Musik für mehrere Filme. 1980 trat sie als Sängerin in der Uraufführung von Walter Boudreaus Komposition Coffre I auf. Seit den frühen 1980er Jahren produzierte sie Shows für das französische Fernsehprogramm der CBC, in denen sie als Sängerin und Schauspielerin auftrat. Außerdem nahm sie auch mehrere LPs auf.

## Werke
- Match en coordonnées für zwei Perkussionisten, zwei Gitarren und Tonband, 1971
- Schauspielmusik zu Tirso de Molinas Le Timide au palais, 1971
- Schauspielmusik zu Molières Don Juan, 1972
- Schauspielmusik zu Marcel Godins Julien, Julien, 1973
- Schauspielmusik zu Edmond Rostands Cyrano de Bergerac, 1974
- Schauspielmusik zu Luc Durands Le Mode d'emploi, 1979
- Étude I und II für Gitarre, 1980
- Filmmusik zu Not a Love Story: A Film About Pornography, 1981
- Filmmusik zu Le Futur Interieur, 1984
- Filmmusik zu Le Sourd dans la ville, 1987
- Filmmusik zu La Peau et les os, 1988

## Diskographie
- Bellavance, LP, 1980
- Conte du pays de Zizanie, LP, 1982

| Personendaten    | Personendaten                                       |
| ---------------- | --------------------------------------------------- |
| NAME             | Bellavance, Ginette                                 |
| KURZBESCHREIBUNG | kanadische Komponistin, Sängerin und Schauspielerin |
| GEBURTSDATUM     | 30. Juni 1946                                       |
| GEBURTSORT       | Lévis, Québec                                       |